# Stanisława Jasieńska
Stanisława Jasieńska (ur. 1 stycznia 1933 we Lwowie, zm. 15 kwietnia 1998 w Krakowie) – polska inżynierka z zakresu metalurgii, nauczycielka akademicka.

## Życiorys
Była absolwentką Wydziału Metalurgicznego Akademii Górniczo-Hutniczej im. Stanisława Staszica w Krakowie (1956). Doktorat uzyskała w 1965, habilitację w 1973, tytuł profesorski nadzwyczajny w 1986, a profesurę zwyczajną w 1994.
Zajmowała się zagadnieniami z pogranicza metalurgii żelaza i fizyki ciała stałego (fizykochemiczne własności tworzyw metalurgicznych, struktura i własności transportowe tlenków metali i spektralne metody badawcze). Do krajowej literatury wprowadziła pojęcie badań modelowych w interpretacji procesów spiekania i redukcji tworzyw metalurgicznych. Opracowała metodę, w której przesunięcie energetyczne emisyjnych linii rentgenowskich wykorzystano do pozyskania jakościowych informacji o wartościowości żelaza w wybranych mikroobszarach tlenków metali.
Związała się zawodowo ze swoją alma mater: w latach 1973–1990 była pełnomocniczką Rektora ds. Studenckich Kół Naukowych Pionu Hutniczego, w latach 1986–1990 zastępczynią dyrektora Instytutu Metalurgii, od 1991 kierowniczką Zakładu Inżynierii i Analiz Materiałów. W latach 1990–1993 pełniła funkcję dziekana Wydziału Metalurgicznego, a w latach 1993–1996 dziekan Wydziału Metalurgii i Inżynierii Materiałowej. Od 1976 była Pełnomocniczką Rektora AGH ds. Kół Naukowych oraz Stowarzyszenia Kół Naukowych AGH (Pion Hutniczy).
Była twórczynią, przewodniczącą Rady Naukowej i od 1993 dyrektorką Polsko-Francuskiej Podyplomowej Szkoły Zarządzania w Krakowie. Zainicjowała i koordynowała współpracę naukowo-dydaktyczną z uczelniami w Belgii i Francji. W latach 1993–1995 należała do Komitetu Programowego Stacji Naukowej PAN w Paryżu. Od 1993 była przewodniczącą Zespołu Doradców Dyrektora Huty im. T. Sendzimira w Krakowie.
Była członkinią-założycielką (1986) Towarzystwa Kalometrii i Analizy Termicznej im. Wojciecha Świętosławskiego. Zainspirowała powstanie, była założycielką i członkinią Studenckiego Towarzystwa Naukowego integrującego studentów i absolwentów AGH. Należała do założycieli Zespołu Akademicko-Gospodarczego Hutnictwa. Stworzyła Małopolską Fundację Doskonalenia Profesjonalnego. Była członkinią Komitetu Metalurgii na Wydziale Nauk Technicznych PAN.
Od 1989 należała do European Microbeam Society i Advisory Committee for International Congress on X-Ray Optics and Microanalysis. Od 1993 była członkinią komitetu redakcyjnego czasopisma „Revue de Metallurgie”.
Była autorką 140 publikacji, w tym podręczników akademickich, autorką ok. 100 ekspertyz naukowych oraz właścicielką jednego patentu.
Otrzymała: Medal Komisji Edukacji Narodowej, nagrody ministerialne indywidualne (1974, 1981) i zespołowe (1982, 1988), Srebrną Odznakę „Za zasługi dla Ziemi Krakowskiej”, Odznakę Honorową SITPH (1978), Złoty Krzyż Zasługi (1980), Krzyż Kawalerski Orderu Odrodzenia Polski (1988), Medal Louisa Pasteura (1998).
Pochowano ją na Cmentarzu Salwatorskim w Krakowie.